# 하제르 FC

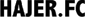

하스란 클럽(아랍어: نادي هجر)은 사우디아라비아에 위치한 알아사를 연고로 하는 축구팀이다. 이 팀은 1950년에 창단하였다.

## 선수 명단

### 현역
참고: FIFA 자격 규정에 따라 소속된 국가대표팀 국기를 표시합니다. 선수는 복수의 FIFA 비회원국 국적을 가지고 있을 수 있습니다.
| 번호 | 포지션 | 국적   | 이름                      |
| ---- | ------ | ------ | ------------------------- |
| 10   | MF     |        | 이사엘 다 시우바 바르보자 |
| 17   | DF     | 세네갈 | 바카리 쿨리발리           |

| 번호 | 포지션 | 국적         | 이름              |
| ---- | ------ | ------------ | ----------------- |
| 77   | FW     | 튀니지       | 알라아 마르주키   |
| 99   | FW     | 코트디부아르 | 이브라힘 디오만데 |

### 역대
틀:하제르 FC 선수 명단